# Síntesis de pirroles de Hantzsch
La Síntesis de pirroles de Hantzsch  es un método de síntesis orgánica que consiste en la preparación de pirroles sustituidos (3) a partir de β-cetoésteres (1) con α-halocetonas (2) en presencia de amoniaco (o aminas primarias). La describió por primera vez el químico Arthur Rudolf Hantzsch.

## Mecanismo
El método consiste en 4 etapas:
1) Se forma de la base de Schiff entre el amoniaco y el α-cetoéster. La imina se encuentra en equilibrio con su enamina.
2) La enamina se condensa con el carbonilo de la α-halocetona, formando la imina α,β-insaturada.
3) El nitrógeno de la imina reacciona con el carbono unido al halógeno en una reacción de SN2
4)Se elimina el protón disponible en la posición 2 del pirrol formado para dar el producto aromático.